# 独立联盟战争
独立联盟战争，又译作分离主义联盟战争，是瑞士邦联在1847年11月的一场内战。由于要求将瑞士改造成联邦制国家的自由主义政治势力逐渐占得上风，1845年，瑞士邦联内的七个天主教州的天主教保守主义势力为了维护本州主权缔结防御协定，史称独立联盟。（德语“Sonderbund”中的“sonder”一词本意“特别”、“特殊”，但在此处为“独立”、“分离”之意。）1847年11月3日，瑞士联邦军在纪尧姆-亨利·杜富尔将军的率领下向独立联盟军队开战。战争在一个月内便以独立联盟的投降结束，双方死亡总数还不过百人。本次战争在瑞士历史上意义重大，宣告了复辟与复兴时期的结束，壓制保守天主教的势力，为瑞士从邦联制转变为现代化的联邦制打下基础。同时，战地救护车也在战争中第一次得到使用。这是瑞士至今参加的最后一次战争。

## 背景及起因

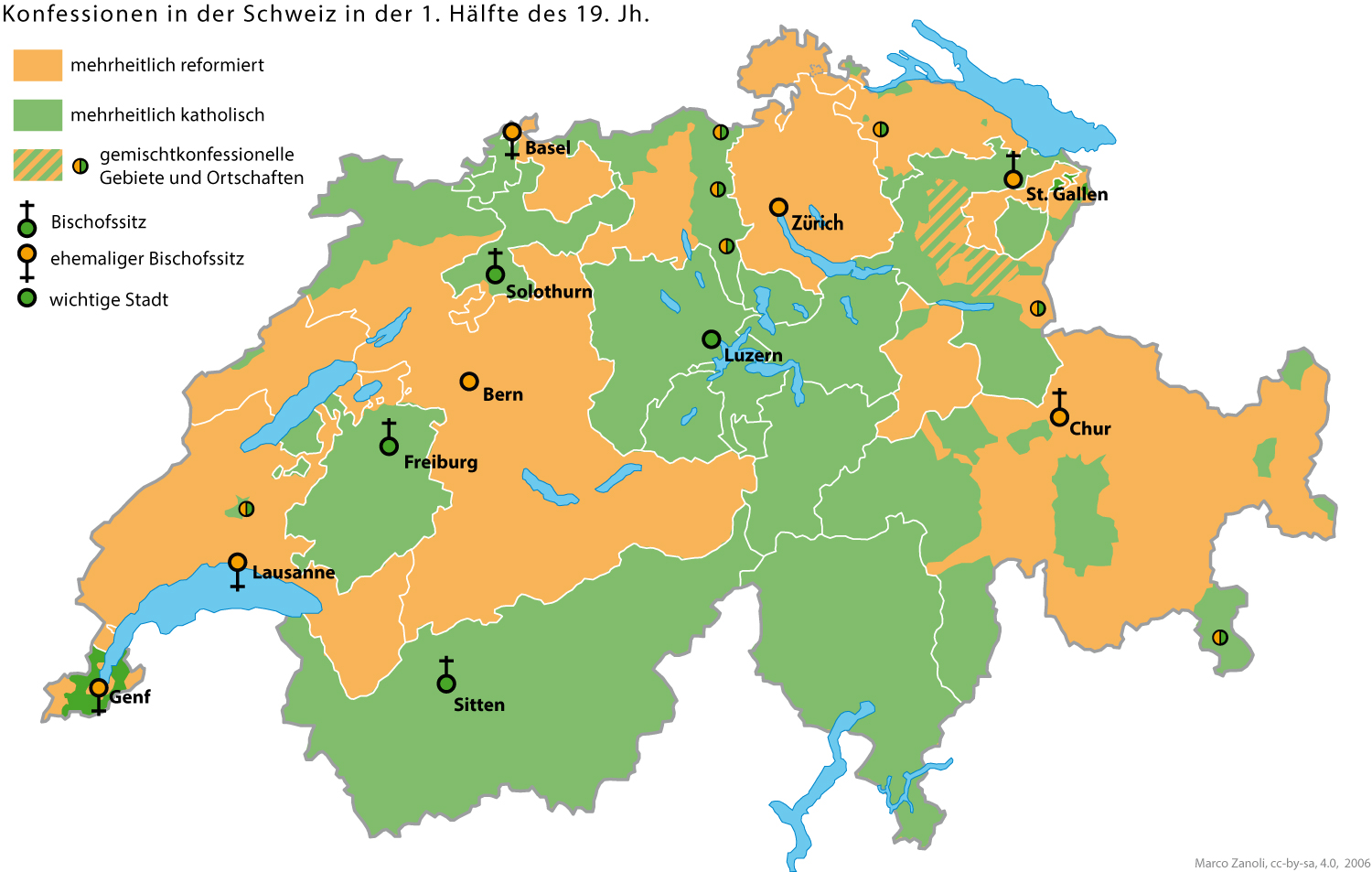
1800年瑞士各州宗教 (橙色为新教，绿色为天主教)

拿破仑战争之后，瑞士再次成为一个邦联制国家，各州重新享有高度的自治。自从宗教改革后，瑞士境内的新教与天主教各州之间便冲突不断。到了1840年代，瑞士自由民主党和其他自由主义与激进主义人士在以新教为主的各州内势力越来越大，并逐渐控制了邦联政府。激进派在邦联展开了一系列行动试图削弱天主教尤其是耶稣会的势力。邦联议事会尝试推出新宪法，以建立更为集中的联邦政府以解决各州高度自治、国家濒临解体的窘境，但未能成功。为了保护自己的利益，保守主义的天主教七州于1843年宣布成立独立联盟，分别是：施维茨州、乌里州、翁特瓦尔登州、琉森州、楚格州、弗里堡州与瓦莱州。尽管这种做法违反了1815年的《联邦协议》，邦联政府直到1847年10月21日才有足够的州投票通过决议，宣布强行解散独立联盟。随后，激进派着手整备军队，意图以武力实现解散对手、建立联邦的目标。除纳沙泰尔州与内阿彭策尔州保持中立外，剩余的所有州（包括由激进派执政的天主教州）均加入了由激进派和自由派组织的联邦军队。

## 战前准备

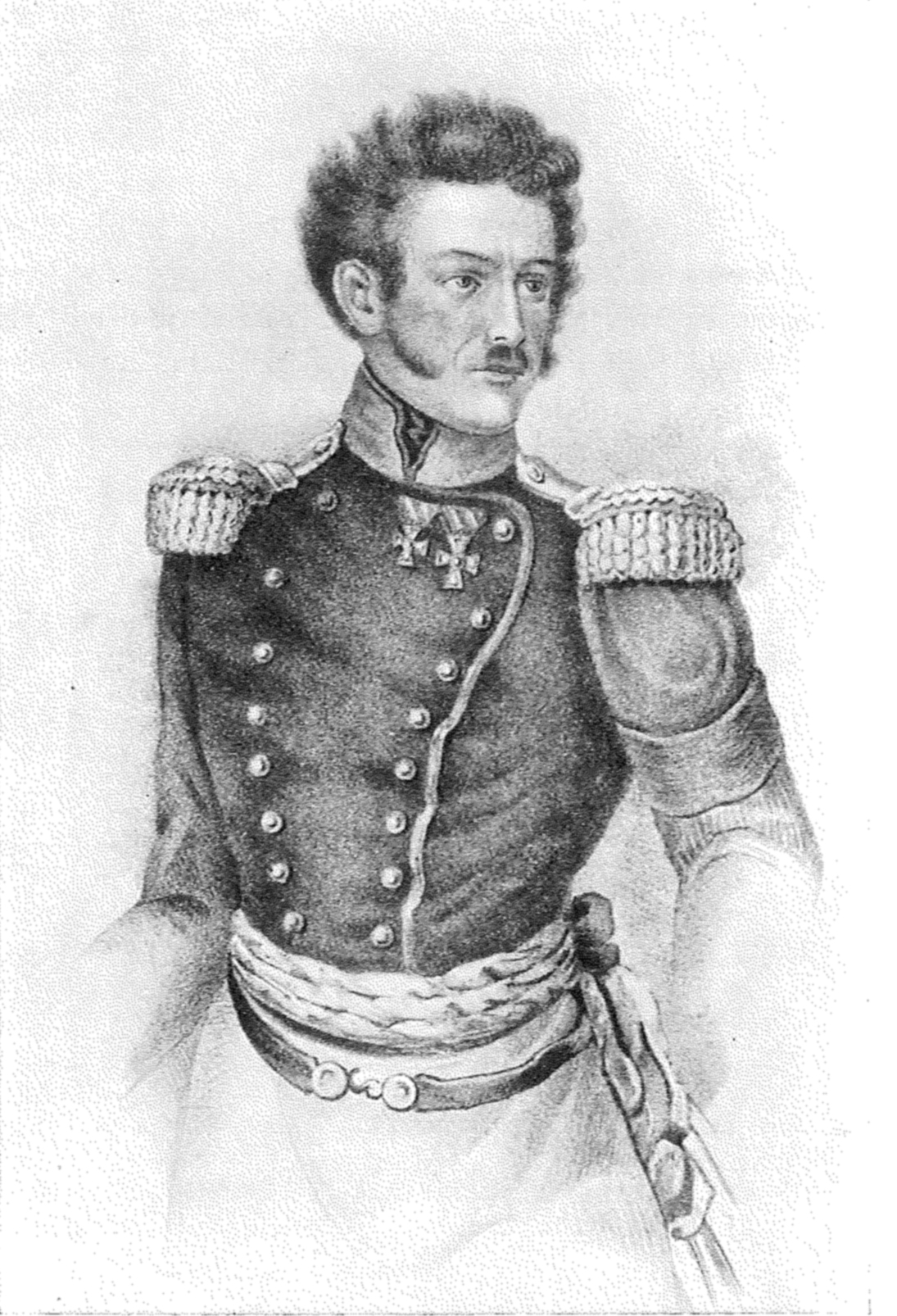
约翰-乌尔里希·冯·萨里斯-索利奥

### 独立联盟
联盟军队到底该由谁担任总指挥一直是一个很棘手的问题。独立联盟曾经考虑过聘请外国将军来指挥军队，但最后还是决定选择一个瑞士人。瓦莱州的纪尧姆·德·卡尔勃马滕最后被选中，但是他却拒绝了任命。最终，格劳宾登州的约翰-乌尔里希·冯·萨里斯-索利奥上校于1847年1月15日宣誓就任联盟军队总指挥官。虽然是新教教徒，萨里斯-索利奥是一位坚定的保守主义者，并十分反感由激进派组成的联邦政府。有意思的是，他的亲兄弟，爱德华·德·萨里斯-索利奥（Eduard de Salis-Soglio）则站在了瑞士联邦一边。弗朗茨·冯·埃尔格（Franz Von Elgger）被任命为总参谋长。
除琉森州与弗里堡州，其它联盟成员都在九月底到十月初在州民大会上投票通过总动员令。截止十月底，各州军队均已完成动员，大量堡垒和防御工事也建筑完毕。

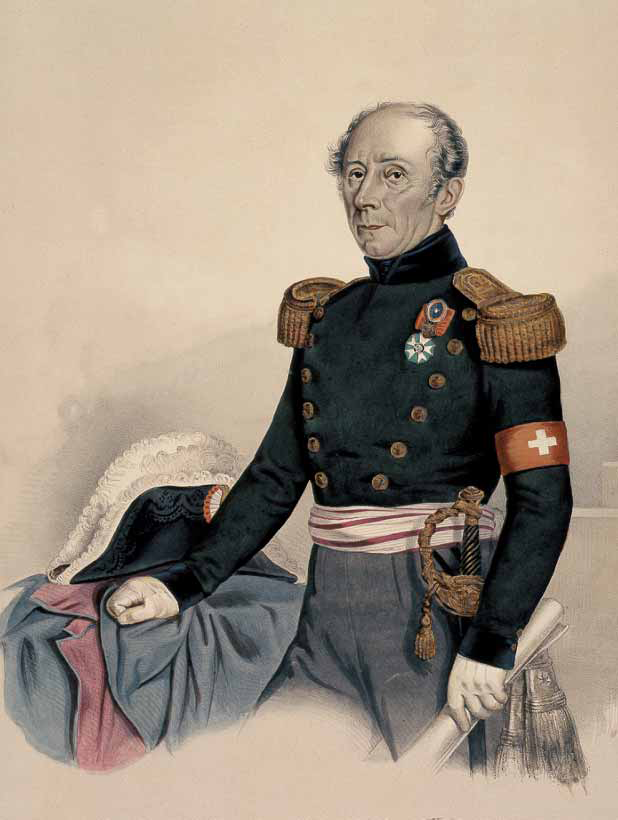
纪尧姆-亨利·杜富尔

### 瑞士联邦
瑞士联邦议院于1847年10月21日任命拿破仑战争中的名将——纪尧姆-亨利·杜富尔上将为联邦军队总指挥官。但是这位年过花甲的老将对此明显兴趣不高，甚至一度要拒绝任命。在一系列努力和劝说后，杜富尔终于在25日宣誓任职。杜富尔同时强调，会“尽一切努力减少战争中的恶行。”
上任后，杜富尔随即任命保守派的彼得·路德维希·冯·萨梅丹、约翰内斯·布克哈特和爱德华·齐格勒以及激进派的路易斯·瑞列特·康斯坦特、多米尼克·格米埃尔、贾科莫·鲁维尼和奥克森拜恩为各师师长。10月30日，联邦议会通过总动员令，从各州集结了近十万人的部队，并在11月4日向各部队下达了强行解散独立联盟的命令。

## 战争经过

### 独立联盟进攻与弗里堡战役
在战争的最初几天，乌里州的独立联盟部队率先占领了具有战略意义 (但却没有设防)的圣哥达山口，控制了从瑞士中部到瓦莱州的通道。但联盟并没有对联邦军队造成重大打击，因为后者依然可以随意出入圣贝纳迪诺山口。战争中的第一起伤亡于11月4日发生，联盟军队的一名军官和一名士兵被击毙。11月7日，由德·萨里斯-索利奥和冯·埃尔格亲自率领的联盟军队也向阿尔高州发动了攻势。
11月9日，联邦军队也展开了他们的行动。离联邦首都伯尔尼最近的弗里堡州是杜福尔的第一个目标。弗里堡距离独立联盟的中心——瑞士中部较远，在一举拿下佛里堡后联邦军队便可集中力量专心对付瑞士中部了。杜富尔在11日就十分轻松地就打到了弗里堡城下，并将60门大炮对准了守军的工事。11月12日，德·萨里斯-索利奥的联盟军队继续向阿尔高抵进，试图解围弗里堡守军，但被联邦军队击退。在战争中十分难得的一幕随后在13日上演了：杜富尔向弗里堡守军派去了一名使者，并居然将全盘的攻城计划告诉了守军将领——杜富尔要求守军投降以避免无意义的战斗。守军要求一天的停火时间来考虑，杜富尔答应了。在一轮投票后，守军将领们欣然接受了投降要求。15日，弗里堡守军放下了武器，官兵全被遣送回家。而原本从瓦莱赶来增援的联盟部队在听到消息后，则直接撤退了。

### 琉森战役

#### 役前准备与楚格州的投降
攻下弗里堡后，杜富尔指派瑞列特·康斯坦特驻守瑞士西部，主力部队则由他率领回援瑞士中部的主战场。11月16日晚，他的部队已经抵达了阿尔高州首府阿劳。联邦军队在此驻扎，为进攻琉森州做最后的准备。當當地的军火库准备将杀伤力巨大的康格里夫火箭装备给杜福尔的部队时，这位将军却说他"在尽可能避免战争中的一切暴力因素"，因为那只会"损伤我们的信誉。"——最终联邦军队也没有装备这些火箭。
11月17日，原本要增援弗里堡的瓦莱州部队与独立联盟的其它部队会合，向南攻入了瑞士联邦的提契诺州，并夺下了数座城镇。联盟部队于21日停止了攻势，固守待援。
22日，谁也没有想到的事情发生了。也许是受到了弗里堡的影响，在一轮投票后，楚格州也宣布退出独立联盟，并向联邦投降。当联邦军队开进楚格时，昨天还是敌人的楚格军民对他们夹道相迎。

#### 吉锡孔战役与迈厄斯卡珀尔战役

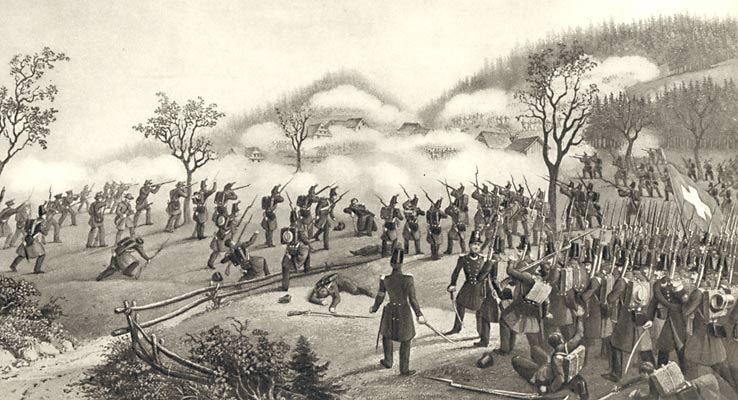
迈厄斯卡珀尔战役版画，由约翰·许尔利曼根据约瑟夫·马提蒂尼奥尼的速写镌刻而成。

23日，杜富尔按照原先的计划向琉森州发动了攻势。第二、三、四、五师分四路向首府琉森市挺进，后备炮兵则被集中到了琉森境内罗伊斯河的桥头堡附近。
第二和第三师的攻势几乎没有遇到什么抵抗，但是当第四师试图在琉森市外围的吉锡孔渡过罗伊斯河时，遭到了由德·萨里斯-索利奥亲自率领的独立联盟军队的猛烈反击。联盟部队隐蔽在河对岸树木丛生的高地上利用火炮彻底封锁了河上联邦军的几座浮桥。第四师两次强渡，均被击退。紧要关头，第四师师长爱德华·齐格勒上校亲自带队冲锋。战斗中德·萨里斯-索利奥被迫击炮弹炸中，头部负伤，不得已下令撤退。这次作战史称吉锡孔战役，双方共有38人阵亡，百余人受伤，是整场战争中最为惨烈的战役。 这也是瑞士迄今所经历的最后一次会战。在这次战役中，联邦军队也第一次使用了由马拉的战地救护车。
与此同时，第五师在迈厄斯卡珀尔外围与来自施维茨州的联盟军队遭遇。在一番抵抗后，联盟军队被迫撤退。这次联邦胜利使得楚格与琉森之间的联络被切断，而施维茨部队也被与联盟大部队切断。

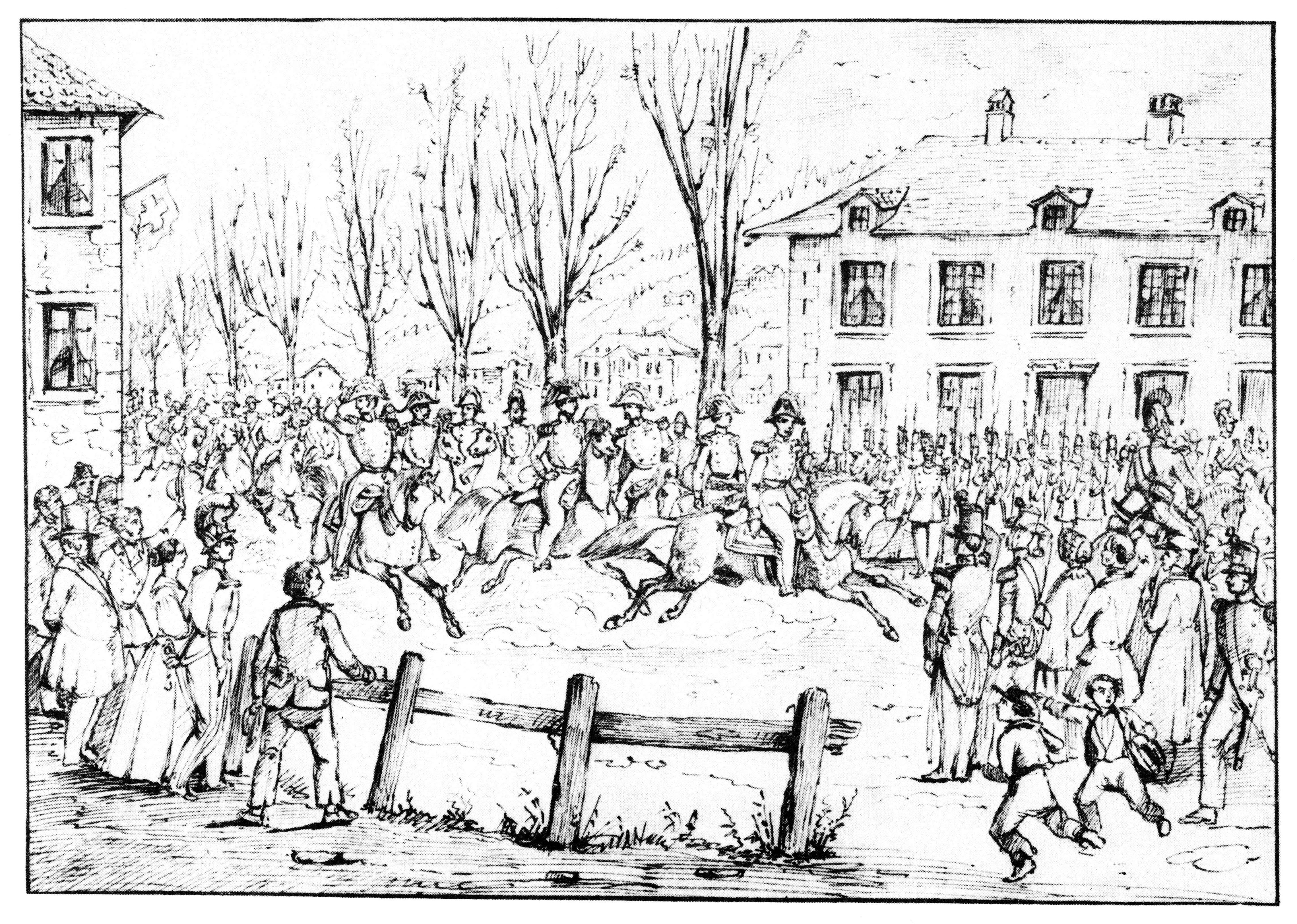
杜福尔一行进入琉森城。联邦军第二师2旅19营1连中尉查尔斯-亚历山大·斯坦豪斯林在当天所作的速写。

#### 琉森投降与独立联盟解散
在吉锡孔和迈厄斯卡珀尔两次胜利后，联邦军队已经直抵琉森城下。11月23日晚，琉森市政府、独立联盟军官以及耶稣会仓皇逃离，联邦军队于次日和平入城。
1847年11月26日，独立联盟在未经投票的情况下黯然解散了。翁特瓦尔登州在前一天刚刚投降。随后，施维茨州和乌里州将在27日投降，瓦莱州最后则会在29日投降。在此期间联邦军队和平占领了整个瑞士中部和西部的瓦莱州。历时27天的独立联盟战争结束。瑞士联邦军队阵亡78人，260人受伤；独立联盟军队阵亡26人，114人负伤。

## 战后影响
截止1848年2月，联邦军队已全部撤出所占领地区。原独立联盟成员州政府被解散，由更受欢迎的自由主义者组成新政府。施维茨州还颁布了新宪法，实行三权分立和三级管理制度。内阿彭策尔州与纳沙泰尔州因为在战争中保持中立没有为联邦提供军队遭到惩罚，分别被迫捐款300000和15000瑞士法郎创办基金来救助因战争而生的寡妇以及孤儿。耶稣会遭到驱逐，直到1973年5月20日经公投后才被解除驱逐。杜富尔将军满满的人道主义精神也不会被浪费——他是1863年日內瓦公共福利协会关于建立中立国际救助组织的五人委员会成员之一，也就是红十字国际委员会的前身。
法国与普鲁士这些保守主义大国对瑞士联邦的胜利感到担忧。但随着1848年革命的到来，这些国家纷纷被革命浪潮淹没而自顾不暇，更没有精力干涉瑞士了。1848年9月12日，联邦政府颁布了《1848年宪法》，结束了各州过于高度自治的局面并成立了一个权力相对更集中的联邦政府。瑞士正式成为一个现代化的联邦国家。